# Cue Shire
Koordinaten: 27° 25′ S, 117° 53′ O

Das Shire of Cue ist ein lokales Verwaltungsgebiet (LGA) im australischen Bundesstaat Western Australia. Das Gebiet ist 13.582 km² groß und hat etwas mehr als 200 Einwohner (2021).
Cue liegt im Zentrum des Staates am Great Northern Highway etwa 540 Kilometer nordöstlich der Hauptstadt Perth. Der Sitz des Shire Councils befindet sich in der Ortschaft Cue, wo etwa 135 Einwohner leben (2021).

## Verwaltung
Der Cue Council hat sieben Mitglieder. Sie werden von allen Bewohnern des Shires gewählt. Cue ist nicht in Bezirke unterteilt. Aus dem Kreis der Councillor rekrutiert sich auch der Vorsitzende des Councils (Shire President).

### Ortschaften
- Austin
- Big Bell
- Cuddingwarra
- Cue
- Day Dawn
- Mainland
- Reedy
- Tuckanarra
- Weld Range